# Oakham

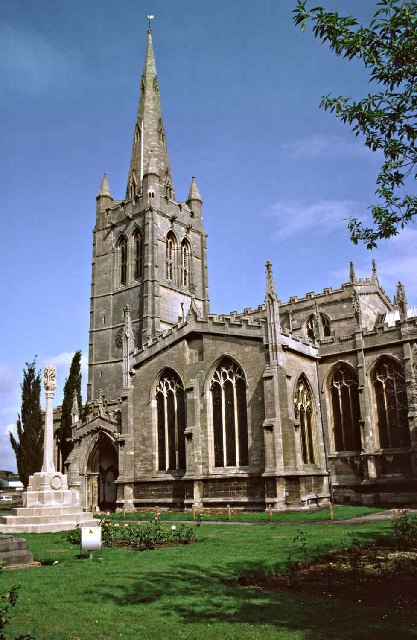
All Saints Church, Oakham

Oakham ist der Verwaltungssitz und der größte Ort der englischen Unitary Authority Rutland in der Region East Midlands. Im Jahr 2001 zählte die Gemeinde (civil parish) 9975 Einwohner.

## Lage
Oakham liegt 28 km östlich von Leicester. Im Osten von Oakham erstreckt sich der Stausee Rutland Water mit der Hambleton Halbinsel.

## Sehenswürdigkeiten

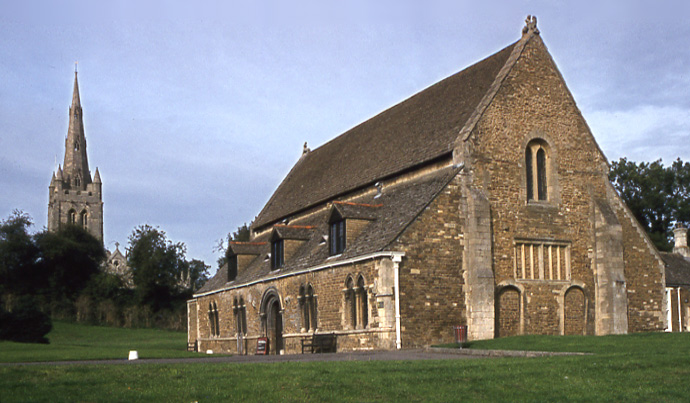
Oakham Castle, Great Hall

- Oakham Castle (vom normannischen Schloss ist nur noch die Great Hall aus dem 12. Jahrhundert erhalten)
- All Saints Church aus dem 14. Jahrhundert
- Saints Peter and Paul Church (Exton), gotische Kirche, im Kern aus dem 13./14. Jahrhundert in dem Weiler Exton

## Verkehr
Die A-Straße A 606 führt durch Oakham und verbindet den Ort mit Melton Mowbray und Nottingham im Nordwesten und Stamford im Osten. In Oakham zweigt die A 6003 nach Süden Richtung Corby und Kettering ab. Seit Januar 2007 wird der verkehrsreiche Ortskern durch eine Umgehungsstraße entlastet.
Der Bahnhof von Oakham liegt an der Eisenbahnstrecke von Peterborough nach Birmingham.

## Wirtschaft
Größter Arbeitgeber ist die britische Niederlassung des US-Versandhauses Lands’ End. Aus dessen europäischem Warenlager in Oakham werden überwiegend Kunden in Großbritannien und Deutschland beliefert.

## Persönlichkeiten
- Titus Oates (1649–1705), Geistlicher
- Pete Barnes (1962–2013), Hubschrauberpilot > lebte in Oakham und besuchte die Oakham Independent School
- John Cecil Noël (1906–1942), britischer Militär und Autorennfahrer
- Simon Parke (* 1972), Squashspieler
- Sir Aubrey Ellwood (1897–1992), Offizier der Royal Air Force im Ersten Weltkrieg und Zweiten Weltkrieg